# Грант Стеффорд
Грант Стеффорд (англ. Grant Stafford; нар. 27 травня 1971) — колишній південноафриканський тенісист.
Найвищу одиночну позицію світового рейтингу — 53 місце досяг 31 січня 1994, парну — 42 місце — 14 вересня 1998 року.
Здобув 3 одиночні та 5 парних титулів.
Найвищим досягненням на турнірах Великого шолома був півфінал в змішаному парному розряді.
Завершив кар'єру 2000 року.

## Юніорські фінали турнірів Великого шолома

### Парний розряд: 1 (1 перемога)
| Результат | Рік  | Турнір                           | Покриття | Partnet       | Суперники            | Рахунок  |
| --------- | ---- | -------------------------------- | -------- | ------------- | -------------------- | -------- |
| Перемога  | 1989 | Відкритий чемпіонат США з тенісу | Тверде   | Вейн Феррейра | Мартін Дамм Ян Кодеш | 6–3, 6–4 |

## Фінали турнірів ATP за кар'єру

### Одиночний розряд: 3 (3 поразки)
| Легенда                                       |
| --------------------------------------------- |
| Турніри Великого шлема (0–0)                  |
| Фінали Світового туру ATP (0–0)               |
| Фінали Світового туру ATP серії Мастерс (0–0) |
| Серія турнірів ATP (0–0)                      |
| Світова серія ATP (0–3)                       |

| Фінали за покриттям |
| ------------------- |
| Тверде (0–1)        |
| Ґрунт (0–1)         |
| Трава (0–1)         |
| Килим (0–0)         |

| Фінали за типом корту |
| --------------------- |
| Відкритий корт (0–3)  |
| Закритий корт (0–0)   |

| Результат | В-П | Дата     | Турнір       | Рівень        | Покриття | Суперник        | Рахунок       |
| --------- | --- | -------- | ------------ | ------------- | -------- | --------------- | ------------- |
| Поразка   | 0–1 | Кві 1993 | Дурбан, ПАР  | Світова серія | Тверде   | Аарон Крікстейн | 3–6, 6–7(7–9) |
| Поразка   | 0–2 | Лип 1996 | Ньюпорт, США | Світова серія | Трава    | Ніколас Перейра | 6–4, 4–6, 4–6 |
| Поразка   | 0–3 | Кві 1997 | Орландо, США | Світова серія | Ґрунт    | Майкл Чанг      | 6–4, 2–6, 1–6 |

### Парний розряд: 6 (5–1)
| Легенда                         |
| ------------------------------- |
| Турніри Великого шлема (0–0)    |
| Фінали Світового туру ATP (0–0) |
| Серія Мастерс ATP (0–0)         |
| Серія турнірів ATP (1–0)        |
| Світова серія ATP (4–1)         |

| Фінали за покриттям |
| ------------------- |
| Тверде (3–1)        |
| Ґрунт (2–0)         |
| Трава (0–0)         |
| Килим (0–0)         |

| Фінали за типом корту |
| --------------------- |
| Відкритий корт (5–1)  |
| Закритий корт (0–0)   |

| Результат | В-П | Дата     | Турнір                 | Рівень           | Покриття | Партнер         | Суперники                       | Рахунок            |
| --------- | --- | -------- | ---------------------- | ---------------- | -------- | --------------- | ------------------------------- | ------------------ |
| Поразка   | 0–1 | Кві 1994 | Сан-Сіті, ПАР          | Світова серія    | Тверде   | Елліс Феррейра  | Маріус Барнард Брент Гейгарт    | 3–6, 5–7           |
| Перемога  | 1–1 | Жов 1996 | Tel Aviv Open, Ізраїль | Світова серія    | Тверде   | Маркос Ондруска | Ноам Бер Еял Ерліх              | 6–3, 6–2           |
| Перемога  | 2–1 | Кві 1998 | Орландо, США           | Світова серія    | Ґрунт    | Кевін Ульєтт    | Майкл Теббутт Мікаель Тільстрем | 4–6, 6–4, 7–5      |
| Перемога  | 3–1 | Тра 1998 | Корал-Спрінгс, США     | Світова серія    | Ґрунт    | Кевін Ульєтт    | Марк Мерклейн Вінс Спейдія      | 7–5, 6–4           |
| Перемога  | 4–1 | Лип 1998 | Washington Open, США   | Серія Чемпіоншип | Тверде   | Кевін Ульєтт    | Вейн Феррейра Патрік Гелбрайт   | 6–3, 7–5           |
| Перемога  | 5–1 | Січ 2001 | Аделаїда, Австралія    | Світова серія    | Тверде   | Девід Макферсон | Вейн Артурс Тодд Вудбрідж       | 6–7(5–7), 6–4, 6–4 |

## Фінали ATP Челленджер і ITF Ф'ючерс

### Одиночний розряд: 5 (3–2)
| Легенда              |
| -------------------- |
| ATP Челленджер (3–2) |
| ITF Ф'ючерс (0–0)    |

| Фінали за покриттям |
| ------------------- |
| Тверде (3–2)        |
| Ґрунт (0–0)         |
| Трава (0–0)         |
| Килим (0–0)         |

| Результат | В-П | Дата     | Турнір               | Рівень     | Покриття | Суперник       | Рахунок       |
| --------- | --- | -------- | -------------------- | ---------- | -------- | -------------- | ------------- |
| Поразка   | 0–1 | Кві 1990 | Дурбан, ПАР          | Челленджер | Тверде   | Джеремі Бейтс  | 4–6, 1–6      |
| Перемога  | 1–1 | Кві 1996 | West Bloomfield, США | Челленджер | Тверде   | Саргис Саргсян | 6–4, 6–2      |
| Перемога  | 2–1 | Тра 1996 | Андижан, Узбекистан  | Челленджер | Тверде   | Стефан Сіміан  | 6–2, 6–7, 6–4 |
| Перемога  | 3–1 | Тра 1996 | Єрусалим, Ізраїль    | Челленджер | Тверде   | Кріс Гаггард   | 6–4, 6–3      |
| Поразка   | 3–2 | Вер 1996 | Аруба, Аруба         | Челленджер | Тверде   | Вінс Спейдія   | 3–6, 5–7      |

### Парний розряд: 12 (6–6)
| Легенда              |
| -------------------- |
| ATP Челленджер (6–6) |
| ITF Ф'ючерс (0–0)    |

| Фінали за покриттям |
| ------------------- |
| Тверде (4–3)        |
| Ґрунт (1–2)         |
| Трава (0–0)         |
| Килим (1–1)         |

| Результат | В-П | Дата     | Турнір                      | Рівень     | Покриття | Партнер             | Суперники                          | Рахунок            |
| --------- | --- | -------- | --------------------------- | ---------- | -------- | ------------------- | ---------------------------------- | ------------------ |
| Перемога  | 1–0 | Тра 1992 | Сан-Паулу, Бразилія         | Челленджер | Тверде   | Кевін Ульєтт        | Херардо Мартінес Том Мерсер        | 7–6, 6–4           |
| Перемога  | 2–0 | Тра 1992 | Іту, Бразилія               | Челленджер | Тверде   | Кевін Ульєтт        | Бертран Мадсен Том Мерсер          | 6–1, 6–3           |
| Перемога  | 3–0 | Лис 1992 | Аахен, Німеччина            | Челленджер | Килим    | Хрісто ван Ренсбург | Мікаель Мортенсен Крістіан Сакіану | 6–1, 6–3           |
| Поразка   | 3–1 | Лис 1992 | Мюнхен, Німеччина           | Челленджер | Килим    | Маркос Ондруска     | Сандер Гройн Арне Томс             | 4–6, 6–7           |
| Перемога  | 4–1 | Тра 1993 | Рим, Італія                 | Челленджер | Ґрунт    | Девід Нейнкін       | Даніло Марселіно Фернандо Мелігені | 6–0, 6–1           |
| Поразка   | 4–2 | Вер 1993 | Сінгапур, Сінгапур          | Челленджер | Тверде   | Сандер Гройн        | Джеремі Бейтс Хрісто ван Ренсбург  | 3–6, 4–6           |
| Перемога  | 5–2 | Жов 1993 | Берестя, Франція            | Челленджер | Тверде   | Елліс Феррейра      | Майк Бріггс Тревор Кронеманн       | 2–6, 7–5, 7–5      |
| Поразка   | 5–3 | Гру 1994 | Нейплс, США                 | Челленджер | Ґрунт    | Маркос Ондруска     | Девід Макферсон Тревор Кронеманн   | 3–6, 6–7           |
| Перемога  | 6–3 | Сер 1996 | Lexington Challenger, США   | Челленджер | Тверде   | Джефф Грант         | Чад Кларк Тамер Ель-Саві           | 7–5, 6–1           |
| Поразка   | 6–4 | Вер 1996 | Аруба, Аруба                | Челленджер | Тверде   | Себастьєн Лебланк   | Магеш Бгупаті Леандер Паес         | 2–6, 2–6           |
| Поразка   | 6–5 | Сер 2000 | Lexington Challenger, США   | Челленджер | Тверде   | Веслі Вайтгаус      | Лоренцо Манта Лоренс Тілеман       | 6–7(5–7), 6–7(3–7) |
| Поразка   | 6–6 | Кві 2001 | Пейджет, Бермудські Острови | Челленджер | Ґрунт    | Сімада Томас        | Пол Голдстейн Енді Роддік          | 6–4, 3–6, 4–6      |

## Досягнення
| W | Ф | ПФ | ЧФ | #Р | КТ | К# | DNQ | A | NH |

### Одиночний розряд
| Турніри Великого шлему                 |     |     |     |     |     |     |     |     |     |     |     |        |       |     |
| Відкритий чемпіонат Австралії з тенісу |     |     | 1р  | 1р  | 4р  | 1р  | К3р | 2р  | 1р  |     | 2р  | 0 / 7  | 5–7   | 42% |
| Відкритий чемпіонат Франції з тенісу   |     |     |     | К1р | 1р  |     |     | 1р  | 1р  |     |     | 0 / 3  | 0–3   | 0%  |
| Вімблдонський турнір                   | К1р |     | 3р  | 1р  | 1р  |     | 2р  | 1р  | 1р  | 1р  |     | 0 / 7  | 3–7   | 30% |
| Відкритий чемпіонат США з тенісу       |     | 2р  | К1р | 1р  | 1р  | К2р | 1р  | 2р  | К3р |     |     | 0 / 5  | 2–5   | 29% |
| В-П                                    | 0–0 | 1–1 | 2–2 | 0–3 | 3–4 | 0–1 | 1–2 | 2–4 | 0–3 | 0–1 | 1–1 | 0 / 22 | 10–22 | 31% |
| Серія Мастерс ATP                      |     |     |     |     |     |     |     |     |     |     |     |        |       |     |
| Індіан-Веллс                           |     |     |     | 2р  |     | К1р | 1р  |     | 1р  | К1р |     | 0 / 3  | 1–3   | 25% |
| Відкритий чемпіонат Маямі з тенісу     |     |     | 2р  | 2р  | 2р  | К2р | 1р  | 2р  | 2р  |     |     | 0 / 6  | 5–6   | 45% |
| Мастерс Канада                         |     |     |     | 2р  | 1р  |     |     | 1р  | 1р  |     |     | 0 / 4  | 1–4   | 20% |
| Мастерс Цинциннаті                     |     | 2р  |     |     |     |     | К2р | 1р  |     |     |     | 0 / 2  | 1–2   | 33% |
| Штутгарт1                              |     |     |     |     |     |     |     |     | К1р |     |     | 0 / 0  | 0–0   | –   |
| В-П                                    | 0–0 | 1–1 | 1–1 | 3–3 | 1–2 | 0–0 | 0–2 | 1–3 | 1–3 | 0–0 | 0–0 | 0 / 15 | 8–15  | 35% |

### Парний розряд
| Турніри Великого шлему                 |     |     |     |     |     |     |     |     |     |     |     |     |        |       |     |
| Відкритий чемпіонат Австралії з тенісу |     |     |     |     | 1р  | ЧФ  |     | 2р  | 1р  |     | 2р  | 1р  | 0 / 6  | 5–6   | 45% |
| Відкритий чемпіонат Франції з тенісу   |     |     |     |     |     |     |     | 1р  | 2р  | 2р  |     | 1р  | 0 / 4  | 2–4   | 33% |
| Вімблдонський турнір                   | К1р |     | К2р | К1р |     |     |     | 2р  | 2р  | 2р  | 1р  | 1р  | 0 / 5  | 3–5   | 38% |
| Відкритий чемпіонат США з тенісу       |     |     |     |     | 3р  | К1р |     | 1р  | 2р  | 2р  | ЧФ  | 2р  | 0 / 6  | 8–6   | 57% |
| В-П                                    | 0–0 | 0–0 | 0–0 | 0–0 | 2–2 | 3–1 | 0–0 | 2–4 | 3–4 | 3–3 | 4–3 | 1–4 | 0 / 21 | 18–21 | 46% |
| Серія Мастерс ATP                      |     |     |     |     |     |     |     |     |     |     |     |     |        |       |     |
| Індіан-Веллс                           |     |     |     |     |     | 1р  |     |     |     | 1р  |     |     | 0 / 2  | 0–2   | 0%  |
| Відкритий чемпіонат Маямі з тенісу     |     |     |     |     |     | 2р  |     | 2р  | 2р  | ПФ  | 1р  | 1р  | 0 / 6  | 7–6   | 54% |
| Рим                                    |     |     |     |     |     |     |     |     |     | 1р  |     |     | 0 / 1  | 0–1   | 0%  |
| Гамбург                                |     |     |     |     |     |     |     |     |     | 1р  |     |     | 0 / 1  | 0–1   | 0%  |
| Мастерс Канада                         |     |     |     |     | 1р  |     |     | 1р  | 1р  |     |     | 1р  | 0 / 4  | 0–4   | 0%  |
| Мастерс Цинциннаті                     |     | 2р  |     |     |     |     |     |     |     |     |     |     | 0 / 1  | 1–1   | 50% |
| В-П                                    | 0–0 | 1–1 | 0–0 | 0–0 | 0–1 | 1–2 | 0–0 | 1–2 | 1–2 | 4–4 | 0–1 | 0–2 | 0 / 15 | 8–15  | 35% |